# Litkup na Pradze i pojedynek z Wojciechem
Litkup na Pradze i pojedynek z Wojciechem – recenzja Cypriana Kamila Norwida z 1841 na temat ryciny Jana Feliksa Piwarskiego.

## O artykule
W styczniu 1841 ukazała się pierwsza rycina Jana Feliksa Piwarskiego, otwierająca jego Album rysownicze. Artysta wykonał swoje prace na płytach cynkowych (zamiast powszechnie używanych litograficznych) w Cynkografii Banku Polskiego, kierowaną przez Seweryna Oleszczyńskiego. Recenzja Norwida, opublikowana w marcowym numerze Biblioteki Warszawskiej, w tytule powtarzająca tytuł ryciny, wywołała spore zainteresowanie wśród publiczności artystycznej i doczekała się nie tylko wzmianki w pierwszym numerze Echa z 4 kwietnia, ale i przedruku w popularnym Kurierze Warszawskim z tego samego dnia. Wincenty Wrześniewski, znany wówczas matematyk i miernik warszawski, który błędnie zrozumiał niektóre wypowiedzi Norwida, odpowiedział mu osobnym artykułem O cynkografii p. Seweryna Oleszczyńskiego, opublikowanym w majowym numerze Biblioteki Warszawskiej, na który z kolei anonimowo odpowiedział Norwid.

## Treść
Autor recenzji chwali najnowszą próbę p. Oleszczyńskiego, która oddaje ducha flamandzkiego malarstwa rodzajowegoː podpity Wojciech Mazur dostrzega ile jest winien arendarzowi, a ten zlicza długi byłe i niebyłe, tymczasem kuma przestrzega Wojciecha, by nie wylewał wódki. Tłum osób szczelnie wypełniający rycinę, baba dodana do kompletu, rozlewana wódka wprowadzają element flamandzki, Żyd zaś, uśmiech Wojciecha, chłopka i parobek, trochę już zużyty, polski. Wykonanie zaleca się francuską elegancją. Całość budzi podziw starannością wykonania i postępem technicznym. 